# Тріскоподібні
Тріскоподібні (Gadiformes) — ряд променеперих риб. Включає 8-10 родин і близько 750 видів - як морських, так і прісноводних риб.
Відмінні ознаки: спинні, анальні і черевні плавники без колючих променів, якщо є черевні плавники, то вони на горлі або грудях; міжщелепні і верхньощелепні кістки рухливі; нижні глоткові відокремлені один від одного; зябра гребінчасті; плавальний міхур не має протока, він є не завжди. Луска циклоїдна або ктеноїдна.